# Тім Янг (хокеїст)
Тім Янг (англ. Tim Young; нар. 22 лютого 1955, Скарборо) — канадський хокеїст, що грав на позиції центрального нападника.
Провів понад 600 матчів у Національній хокейній лізі.

## Ігрова кар'єра
Хокейну кар'єру розпочав 1973 року в ОХА.
1975 року був обраний на драфті НХЛ під 16-м загальним номером командою «Лос-Анджелес Кінгс».
Протягом професійної клубної ігрової кар'єри, що тривала 12 років, захищав кольори команд «Міннесота Норт-Старс», «Вінніпег Джетс» та «Філадельфія Флаєрс».
Загалом провів 664 матчі в НХЛ, включаючи 36 ігор плей-оф Кубка Стенлі.

## Нагороди та досягнення
- Учасник матчу усіх зірок НХЛ — 1977.

## Статистика
| Сезон        | Клуб                   | Ліга         | Регулярний сезон | Регулярний сезон | Регулярний сезон | Регулярний сезон | Регулярний сезон | Плей-оф | Плей-оф | Плей-оф | Плей-оф | Плей-оф |
| Сезон        | Клуб                   | Ліга         | І                | Г                | П                | О                | ШХ               | І       | Г       | П       | О       | ШХ      |
| ------------ | ---------------------- | ------------ | ---------------- | ---------------- | ---------------- | ---------------- | ---------------- | ------- | ------- | ------- | ------- | ------- |
| 1973–74      | «Оттава 67-і»          | ОХА          | 69               | 45               | 61               | 106              | 161              | —       | —       | —       | —       | —       |
| 1974–75      | «Оттава 67-і»          | ОЮХЛ         | 70               | 56               | 107              | 163              | 127              | —       | —       | —       | —       | —       |
| 1975–76      | «Нью-Гейвен Найтгокс»  | АХЛ          | 13               | 7                | 13               | 20               | 16               | —       | —       | —       | —       | —       |
| 1975–76      | «Міннесота Норт-Старс» | НХЛ          | 63               | 18               | 33               | 51               | 71               | —       | —       | —       | —       | —       |
| 1976–77      | «Міннесота Норт-Старс» | НХЛ          | 80               | 29               | 66               | 95               | 58               | 2       | 1       | 1       | 2       | 2       |
| 1977–78      | «Міннесота Норт-Старс» | НХЛ          | 78               | 23               | 35               | 58               | 64               | —       | —       | —       | —       | —       |
| 1978–79      | «Міннесота Норт-Старс» | НХЛ          | 73               | 24               | 32               | 56               | 46               | —       | —       | —       | —       | —       |
| 1979–80      | «Міннесота Норт-Старс» | НХЛ          | 77               | 31               | 43               | 74               | 24               | 15      | 2       | 5       | 7       | 4       |
| 1980–81      | «Міннесота Норт-Старс» | НХЛ          | 74               | 25               | 41               | 66               | 40               | 12      | 3       | 14      | 17      | 9       |
| 1981–82      | «Міннесота Норт-Старс» | НХЛ          | 49               | 10               | 31               | 41               | 67               | 4       | 1       | 1       | 2       | 10      |
| 1982–83      | «Міннесота Норт-Старс» | НХЛ          | 70               | 18               | 35               | 53               | 31               | 2       | 0       | 2       | 2       | 2       |
| 1983–84      | «Вінніпег Джетс»       | НХЛ          | 44               | 15               | 19               | 34               | 25               | 1       | 0       | 1       | 1       | 0       |
| 1984–85      | «Герші Берс»           | АХЛ          | 49               | 19               | 29               | 48               | 56               | —       | —       | —       | —       | —       |
| 1984–85      | «Філадельфія Флаєрс»   | НХЛ          | 20               | 2                | 6                | 8                | 12               | —       | —       | —       | —       | —       |
| Усього в НХЛ | Усього в НХЛ           | Усього в НХЛ | 628              | 195              | 341              | 536              | 438              | 36      | 7       | 24      | 31      | 27      |